# Eutropiusz (męczennik z Pontu)
Eutropiusz, cs. Muczenik Jewtropij (zm. ok. 308 w Amasyi w Poncie) – brat św. Kleonika, męczennik chrześcijański, święty Kościoła katolickiego i prawosławnego.
Eutropiusz żył na przełomie III i IV wieku. Wraz z bratem przyjaźnili się ze św. Teodorem Tyronem. Po jego męczeńskiej śmierci, w czasie prześladowań chrześcijan za imperatora Maksymiana Galeriusza, bracia pozostali w więzieniu, w Amasyi, broniąc wiary chrześcijańskiej i nawracając wielu pogan. Wraz z Eutropiuszem i Kleonikiem w więzieniu przebywał chrześcijanin imieniem Bazyliszek, bratanek Teodora. Za swoją działalność, Eutropiusza i Kleonika,  poddano różnym torturom: kaleczono ich ciała żelaznymi narzędziami, rany polewano octem i posypywano solą, oblewano gotującą się smołą.
W czasie tortur święty Eutropiusz miał głośno modlić się do Wybawcy: 

Daj, Boże, nam cierpliwości doskonałej w ranach tych ze względu na koronę męczeństwa, i przyjdź na pomoc do nas, jako że do sługi Twojego Teodora przyszedłeś.

W odpowiedzi na błaganie świętego, męczennikom objawił się sam Pan Bóg z Aniołami oraz św. Teodorem Tyronem, który miał im powiedzieć: Oto na pomoc waszą Wybawca przyjdzie, tak wiedzieć będziecie o wiecznym życiu. Wzmacniani widzeniami Chrystusa i aniołów, mężni bracia nie wyrzekli się wiary. Skazano ich na śmierć przez ukrzyżowanie.
Wyrok wykonano 3 marca około 308 roku w Amasya. Św. Bazyliszek dostał się do niewoli i został ścięty mieczem 22 maja, tegoż roku, w mieście Komana w Poncie.
Martyrologium Rzymskie tak wspomina trójkę świętych: Również św. Kleonikusa, Eutropiusza i Bazylizeusza, Żołnierzy, którzy zwyciężyli chwalebnie prześladowanie maksymiańskie z czasów namiestnika Asclepiadesa przez śmierć na krzyżu.
Ich wspomnienie liturgiczne obchodzone jest przez Kościół katolicki w dies natalis (3 marca).
Cerkiew prawosławna wspomina męczenników dwukrotnie:
- 3/16 marca[a], tj. 16 marca (śmierć braci),
- 22 maja/4 czerwca, tj. 4 czerwca według kalendarza gregoriańskiego (śmierć św. Bazyliszka).

W ikonografii męczennicy przedstawiani są razem. W prawych rękach trzymają krzyże, w lewych skierowane ostrzem w dół miecze. Stojący zwykle pośrodku Bazyliszek jest bezbrodym młodzieńcem. Kleonik ma brodę dłuższą niż Eutropiusz.